# Bzura Ozorków
MKS Bzura Ozorków – polska męska drużyna siatkarzy występująca nieprzerwanie od 1989 do 2022 roku w rozgrywkach centralnych polskiej ligi siatkówki. W sezonach 1993/1994, 1995/1996,  2005/2006 i 2006/2007 zespół występował w I lidze. Od 2010 roku klub zdobywa medale Mistrzostw Polski w rozgrywkach młodzieżowych.  W dorobku klubu jest  kilkanaście medali Mistrzostw Polski w każdej kategorii wiekowej od najmłodszej kategorii mini siatkówki do juniorów w siatkówce halowej i plażowej.